# Zargo Touré
Zargo Touré (Dakar, 11 novembre 1989) è un calciatore senegalese, difensore del Çorum.

## Carriera

### Club
Cresciuto nelle giovanili dello Sporting Dakar, arriva nel 2008 al Boulogne, nella sua prima stagione in Francia vince il campionato di Ligue 2, ma dopo aver disputato una stagione in Ligue 1 retrocede tornando di nuovo in Ligue 2.

## Statistiche

### Presenze e reti nei club
Statistiche aggiornate al 15 ottobre 2014.
| Stagione        | Squadra         | Campionato      | Campionato | Campionato | Coppe nazionali | Coppe nazionali | Coppe nazionali | Coppe continentali | Coppe continentali | Coppe continentali | Totale | Totale |
| Stagione        | Squadra         | Comp            | Pres       | Reti       | Comp            | Pres            | Reti            | Comp               | Pres               | Reti               | Pres   | Reti   |
| --------------- | --------------- | --------------- | ---------- | ---------- | --------------- | --------------- | --------------- | ------------------ | ------------------ | ------------------ | ------ | ------ |
| 2008-2009       | Boulogne        | L2              | 32         | 0          | CF              | 3               | 0               | CL                 | 2                  | 0                  | 37     | 2      |
| 2009-2010       | Boulogne        | L1              | 14         | 0          | -               | -               | -               | -                  | -                  | -                  | 14     | 0      |
| 2010-2011       | Boulogne        | L2              | 29         | 1          | CF              | 4               | 0               | CL                 | 2                  | 0                  | 35     | 1      |
| 2011-2012       | Boulogne        | L2              | 36         | 1          | CF              | 3               | 0               | -                  | -                  | -                  | 39     | 1      |
| 2012-2013       | Le Havre        | L2              | 14         | 0          | -               | -               | -               | -                  | -                  | -                  | 14     | 0      |
| Totale carriera | Totale carriera | Totale carriera | 125        | 2          |                 | 10              | 0               |                    | 4                  | 0                  | 139    | 2      |

### Cronologia presenze e reti in nazionale
| Cronologia completa delle presenze e delle reti in nazionale ― Senegal | Cronologia completa delle presenze e delle reti in nazionale ― Senegal | Cronologia completa delle presenze e delle reti in nazionale ― Senegal | Cronologia completa delle presenze e delle reti in nazionale ― Senegal | Cronologia completa delle presenze e delle reti in nazionale ― Senegal | Cronologia completa delle presenze e delle reti in nazionale ― Senegal | Cronologia completa delle presenze e delle reti in nazionale ― Senegal | Cronologia completa delle presenze e delle reti in nazionale ― Senegal |
| Data                                                                   | Città                                                                  | In casa                                                                | Risultato                                                              | Ospiti                                                                 | Competizione                                                           | Reti                                                                   | Note                                                                   |
| ---------------------------------------------------------------------- | ---------------------------------------------------------------------- | ---------------------------------------------------------------------- | ---------------------------------------------------------------------- | ---------------------------------------------------------------------- | ---------------------------------------------------------------------- | ---------------------------------------------------------------------- | ---------------------------------------------------------------------- |
| 13-10-2012                                                             | Dakar                                                                  | Senegal                                                                | 0 – 2                                                                  | Costa d'Avorio                                                         | Qual. Coppa d'Africa 2013                                              | -                                                                      |                                                                        |
| 14-11-2012                                                             | Niamey                                                                 | Niger                                                                  | 1 – 1                                                                  | Senegal                                                                | Amichevole                                                             | -                                                                      |                                                                        |
| 5-2-2013                                                               | Saint-Leu-la-Forêt                                                     | Senegal                                                                | 1 – 1                                                                  | Guinea                                                                 | Amichevole                                                             | -                                                                      |                                                                        |
| 23-3-2013                                                              | Conakry                                                                | Senegal                                                                | 1 – 1                                                                  | Angola                                                                 | Qual. Mondiali 2014                                                    | -                                                                      |                                                                        |
| 31-5-2014                                                              | Buenos Aires                                                           | Colombia                                                               | 2 – 2                                                                  | Senegal                                                                | Amichevole                                                             | -                                                                      |                                                                        |
| 10-10-2014                                                             | Dakar                                                                  | Senegal                                                                | 0 – 0                                                                  | Tunisia                                                                | Qual. Coppa d'Africa 2015                                              | -                                                                      |                                                                        |
| 15-10-2014                                                             | Monastir                                                               | Tunisia                                                                | 1 – 0                                                                  | Senegal                                                                | Qual. Coppa d'Africa 2015                                              | -                                                                      |                                                                        |
| 19-11-2014                                                             | Dakar                                                                  | Senegal                                                                | 3 – 0                                                                  | Botswana                                                               | Qual. Coppa d'Africa 2015                                              | -                                                                      |                                                                        |
| 9-1-2015                                                               | Casablanca                                                             | Senegal                                                                | 1 – 0                                                                  | Gabon                                                                  | Amichevole                                                             | -                                                                      |                                                                        |
| 13-1-2015                                                              | Casablanca                                                             | Senegal                                                                | 5 – 2                                                                  | Guinea                                                                 | Amichevole                                                             | -                                                                      |                                                                        |
| 28-3-2015                                                              | Le Havre                                                               | Senegal                                                                | 2 – 1                                                                  | Ghana                                                                  | Amichevole                                                             | -                                                                      | 78’                                                                    |
| 13-6-2015                                                              | Dakar                                                                  | Senegal                                                                | 3 – 1                                                                  | Burundi                                                                | Qual. Coppa d'Africa 2017                                              | -                                                                      |                                                                        |
| 8-9-2015                                                               | Johannesburg                                                           | Sudafrica                                                              | 1 – 0                                                                  | Senegal                                                                | Amichevole                                                             | -                                                                      |                                                                        |
| 3-9-2016                                                               | Dakar                                                                  | Senegal                                                                | 2 – 0                                                                  | Namibia                                                                | Qual. Coppa d'Africa 2017                                              | -                                                                      |                                                                        |
| 12-11-2016                                                             | Polokwane                                                              | Sudafrica                                                              | 2 – 1                                                                  | Senegal                                                                | Qual. Mondiali 2018                                                    | -                                                                      | 83’                                                                    |
| 8-1-2017                                                               | Brazzaville                                                            | Libia                                                                  | 1 – 2                                                                  | Senegal                                                                | Amichevole                                                             | -                                                                      |                                                                        |
| 11-1-2017                                                              | Brazzaville                                                            | Rep. del Congo                                                         | 0 – 2                                                                  | Senegal                                                                | Amichevole                                                             | -                                                                      |                                                                        |
| 23-1-2017                                                              | Franceville                                                            | Senegal                                                                | 2 – 2                                                                  | Algeria                                                                | Coppa d'Africa 2017 - 1º turno                                         | -                                                                      |                                                                        |
| 27-3-2017                                                              | Parigi                                                                 | Costa d'Avorio                                                         | 1 – 1                                                                  | Senegal                                                                | Amichevole                                                             | -                                                                      | 64’                                                                    |
| Totale                                                                 |                                                                        | Presenze                                                               | 19                                                                     |                                                                        | Reti                                                                   | 0                                                                      |                                                                        |

| Cronologia completa delle presenze e delle reti in nazionale ― Senegal Olimpica | Cronologia completa delle presenze e delle reti in nazionale ― Senegal Olimpica | Cronologia completa delle presenze e delle reti in nazionale ― Senegal Olimpica | Cronologia completa delle presenze e delle reti in nazionale ― Senegal Olimpica | Cronologia completa delle presenze e delle reti in nazionale ― Senegal Olimpica | Cronologia completa delle presenze e delle reti in nazionale ― Senegal Olimpica | Cronologia completa delle presenze e delle reti in nazionale ― Senegal Olimpica | Cronologia completa delle presenze e delle reti in nazionale ― Senegal Olimpica |
| Data                                                                            | Città                                                                           | In casa                                                                         | Risultato                                                                       | Ospiti                                                                          | Competizione                                                                    | Reti                                                                            | Note                                                                            |
| ------------------------------------------------------------------------------- | ------------------------------------------------------------------------------- | ------------------------------------------------------------------------------- | ------------------------------------------------------------------------------- | ------------------------------------------------------------------------------- | ------------------------------------------------------------------------------- | ------------------------------------------------------------------------------- | ------------------------------------------------------------------------------- |
| 26-7-2012                                                                       | Manchester                                                                      | Regno Unito olimpica                                                            | 1 – 1                                                                           | Senegal olimpica                                                                | Olimpiadi 2012 - 1º turno                                                       | -                                                                               |                                                                                 |
| 29-7-2012                                                                       | Londra                                                                          | Senegal olimpica                                                                | 2 – 0                                                                           | Uruguay olimpica                                                                | Olimpiadi 2012 - 1º turno                                                       | -                                                                               |                                                                                 |
| 1-8-2012                                                                        | Coventry                                                                        | Senegal olimpica                                                                | 1 – 1                                                                           | Emirati Arabi Uniti olimpica                                                    | Olimpiadi 2012 - 1º turno                                                       | -                                                                               |                                                                                 |
| 4-8-2012                                                                        | Londra                                                                          | Messico olimpica                                                                | 4 – 2                                                                           | Senegal olimpica                                                                | Olimpiadi 2012 - Quarti di finale                                               | -                                                                               |                                                                                 |
| Totale                                                                          |                                                                                 | Presenze                                                                        | 4                                                                               |                                                                                 | Reti                                                                            | 0                                                                               |                                                                                 |

## Palmarès

### Club

#### Competizioni nazionali
- Ligue 2: 1

Boulogne: 2008-2009